# 绍什韦尔蒂凯
绍什韦尔蒂凯，是匈牙利巴兰尼亚州所辖的一个村。总面积6.60平方公里，总人口178，人口密度27.0人/平方公里（2011年1月1日）。